# Tussmossor
Tussmossor (Tortula) är ett släkte av bladmossor. Tussmossor ingår i familjen Pottiaceae.

## Bildgalleri

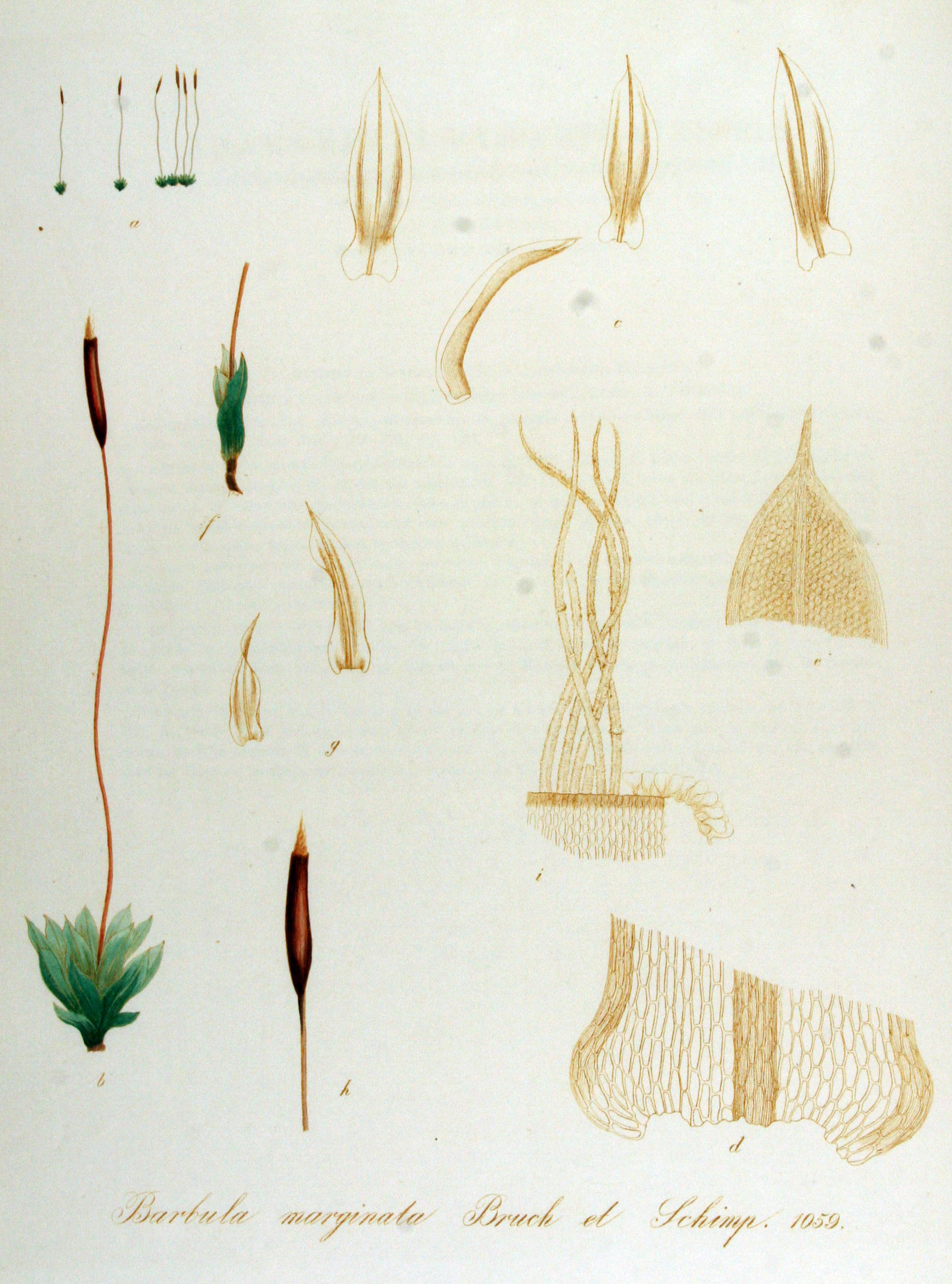
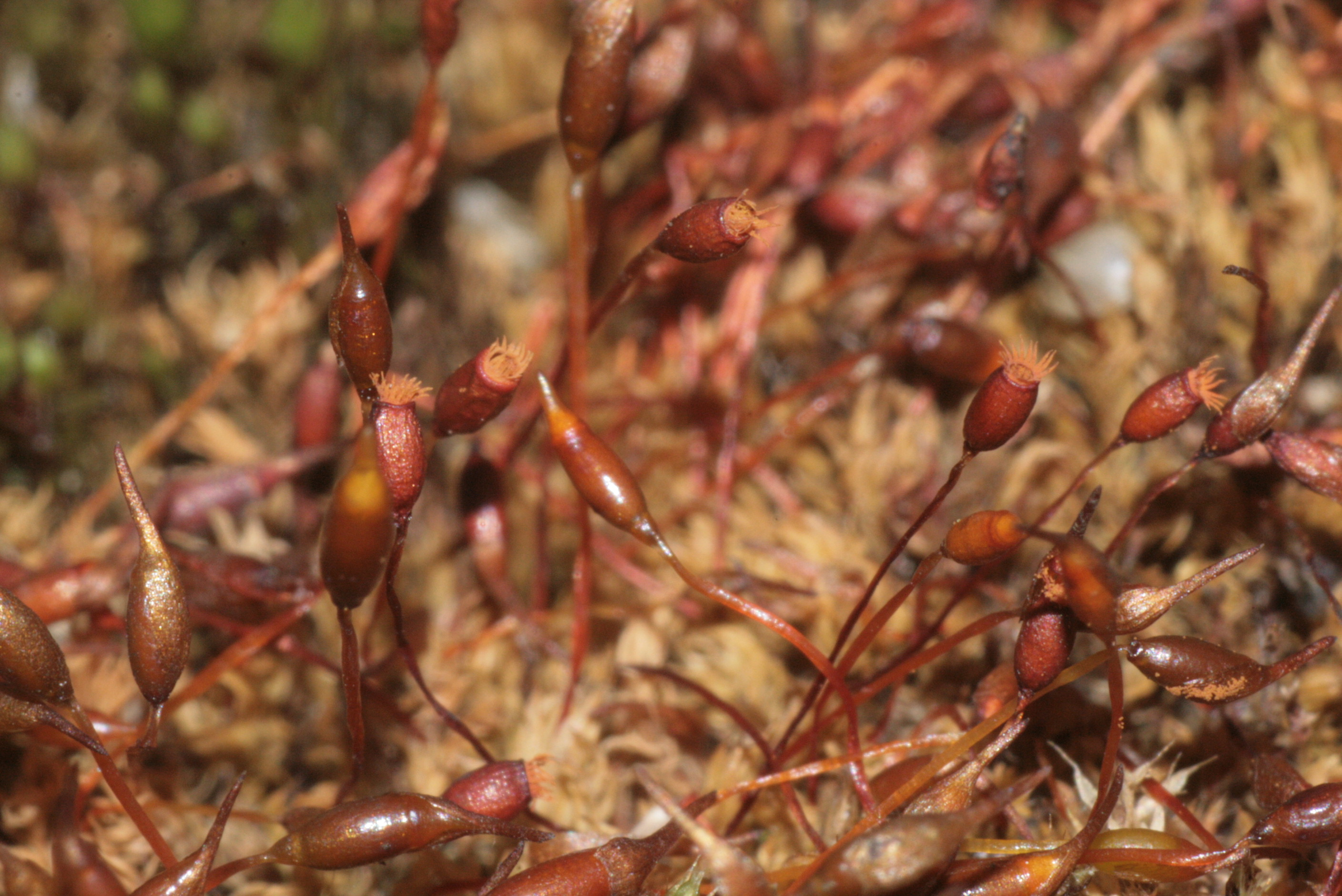
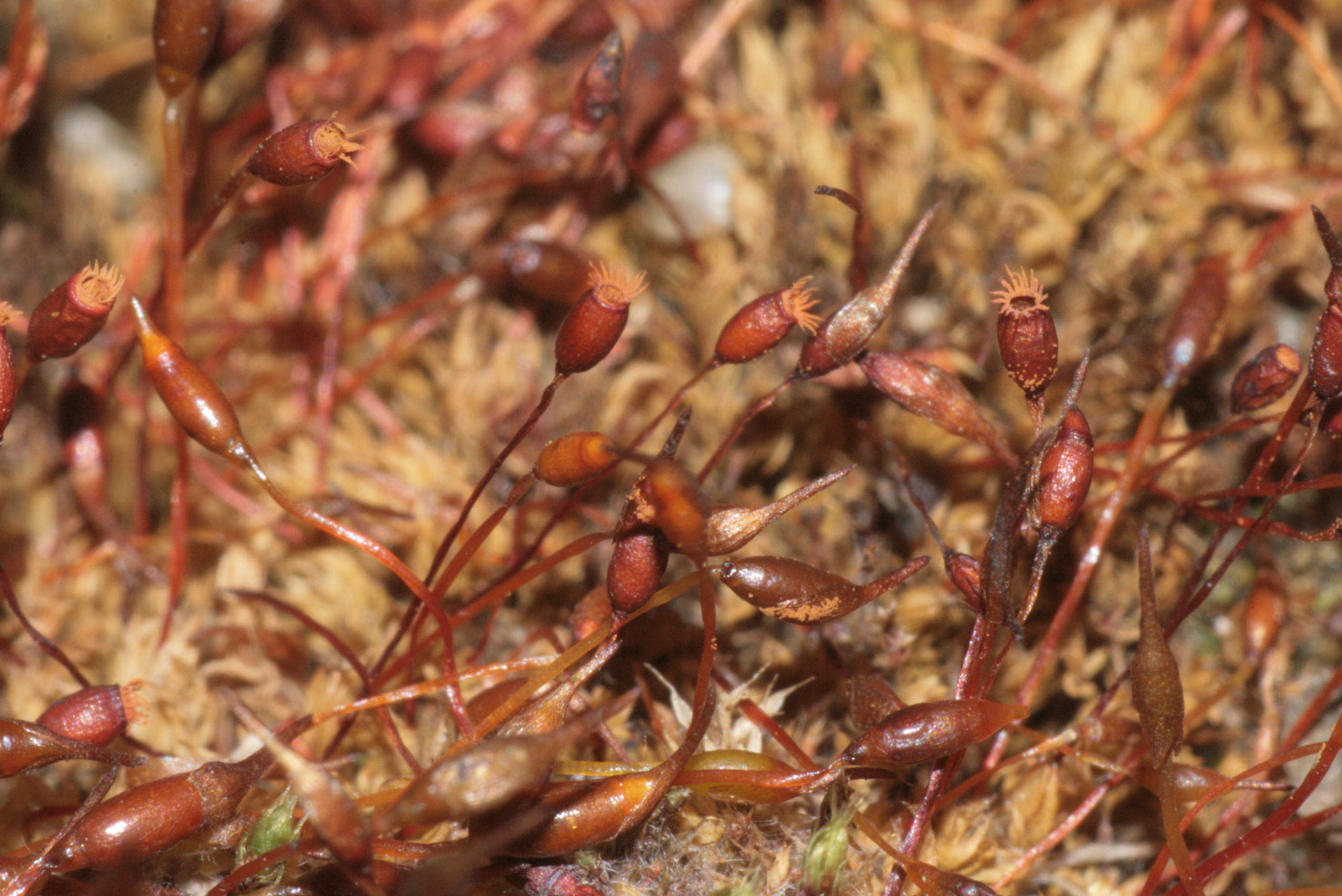
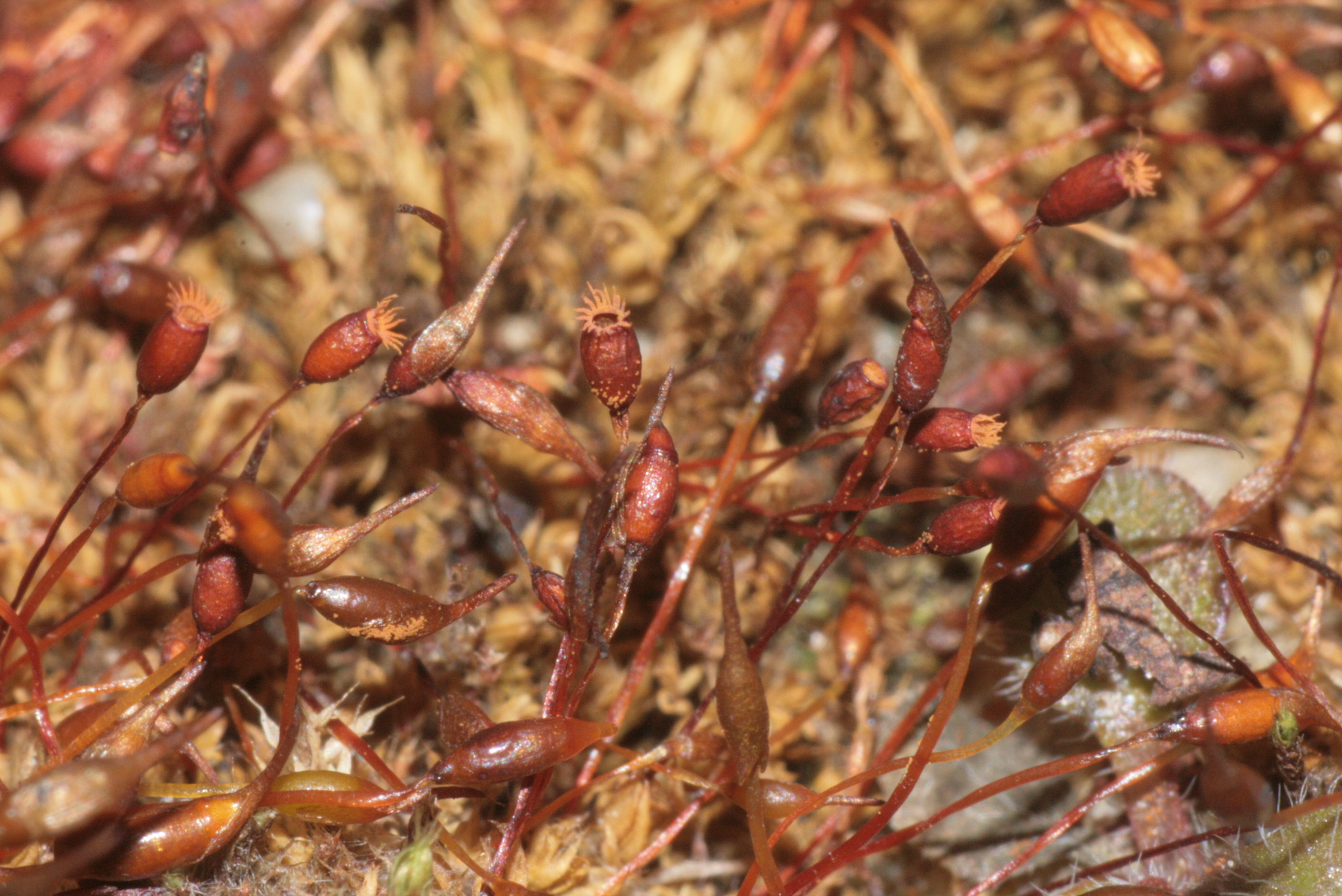
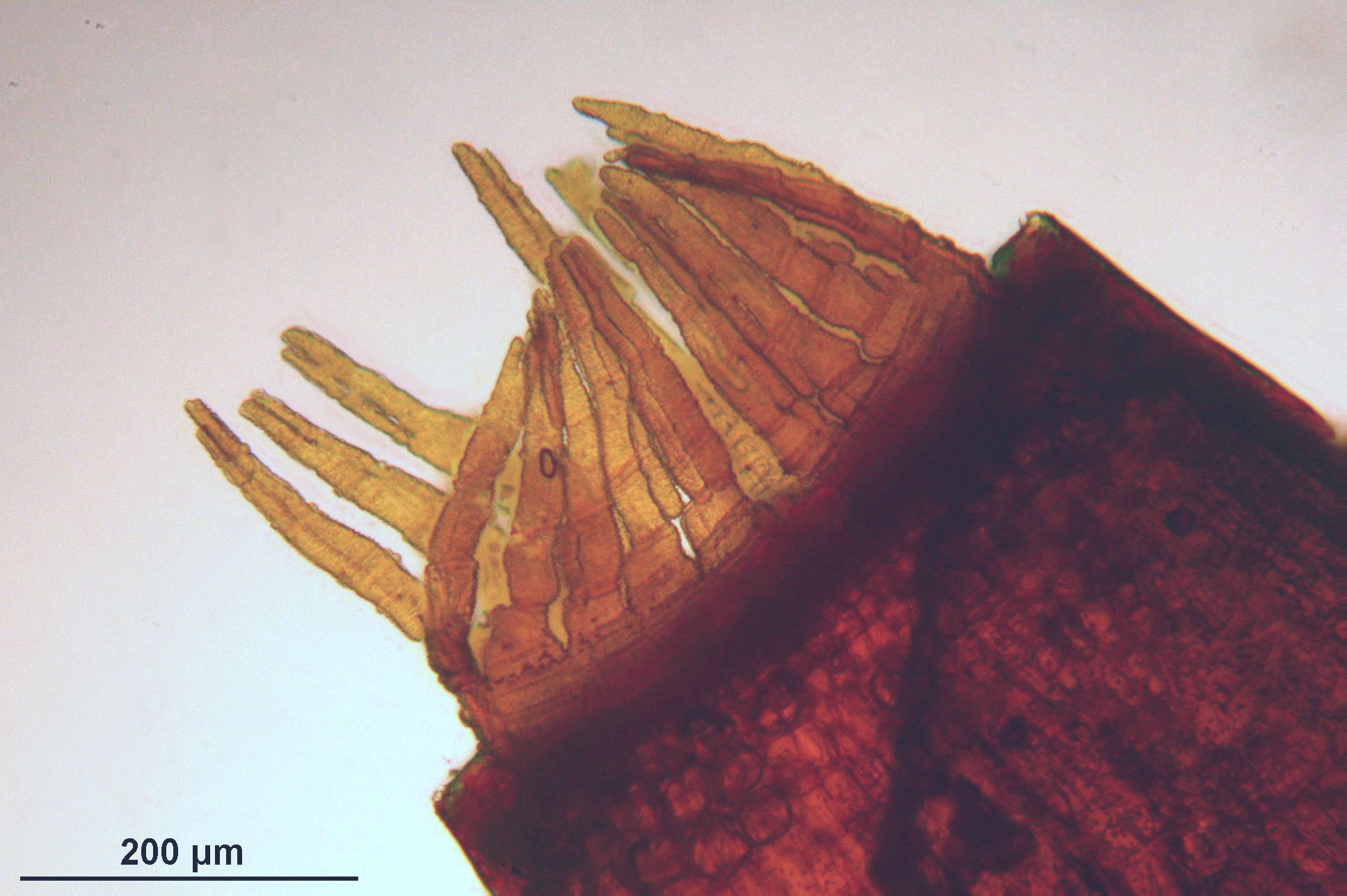
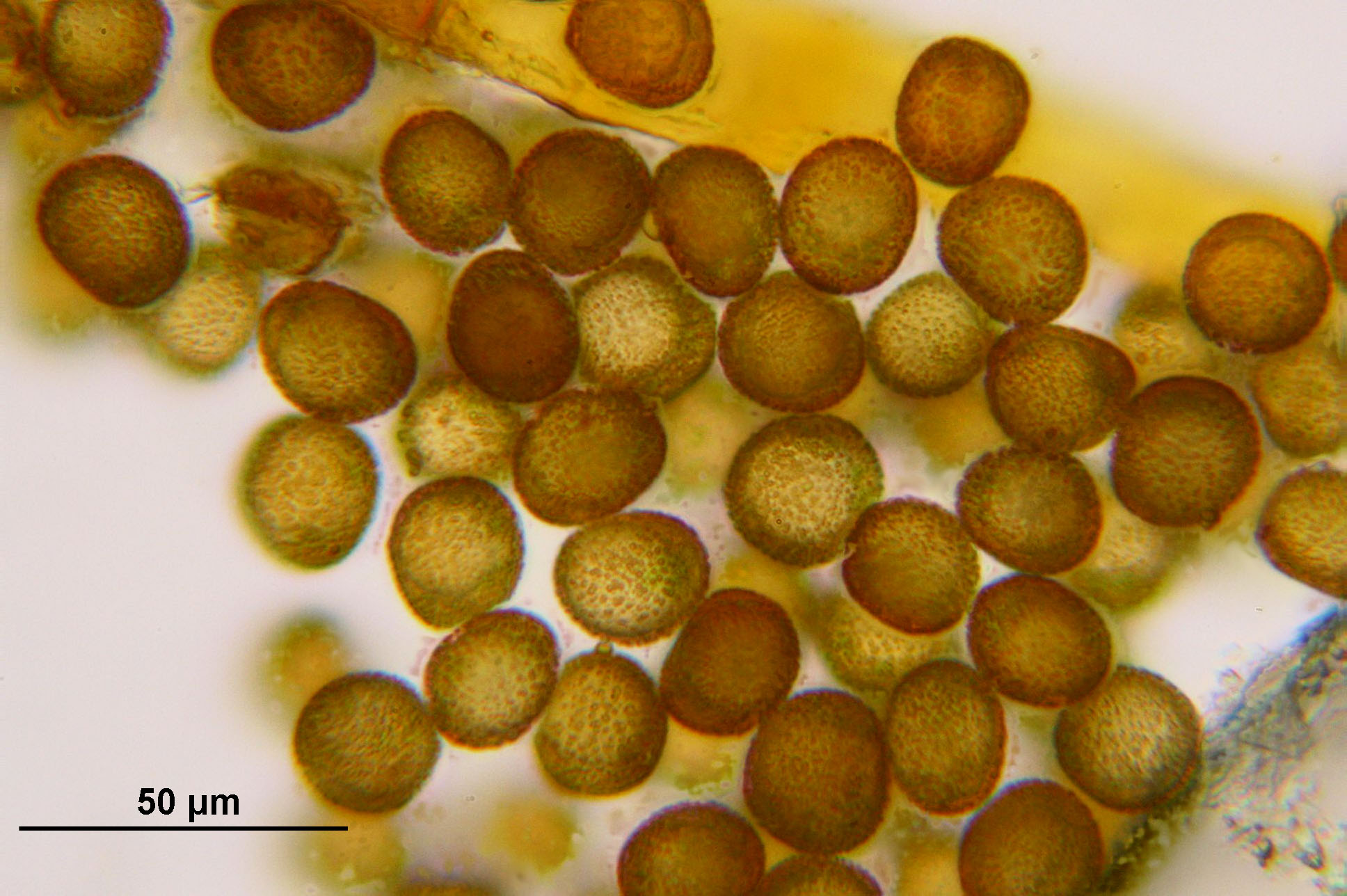

## Dottertaxa till Tussmossor, i alfabetisk ordning[1][2]
- Tortula abyssinica
- Tortula acaulon
- Tortula aculeonervis
- Tortula afanassievii
- Tortula altipes
- Tortula ambigua
- Tortula amphidiifolia
- Tortula ampliretis
- Tortula appressa
- Tortula areolata
- Tortula argentinica
- Tortula astoma
- Tortula atrata
- Tortula atrovirens
- Tortula austroruralis
- Tortula bauriana
- Tortula berthoana
- Tortula bidentata
- Tortula bogosica
- Tortula brevipes
- Tortula breviseta
- Tortula brevissima
- Tortula brunnea
- Tortula buchtienii
- Tortula buyssonii
- Tortula calcarea
- Tortula californica
- Tortula canescens
- Tortula capillaris
- Tortula cardotii
- Tortula cernua
- Tortula characodonta
- Tortula chrysopila
- Tortula chubutensis
- Tortula chungtienia
- Tortula cochlearifolia
- Tortula contorta
- Tortula crawfordii
- Tortula crenata
- Tortula cucullifolia
- Tortula cuneifolia
- Tortula cuspidatissima
- Tortula deciduidentata
- Tortula demawendica
- Tortula emarginata
- Tortula entosthodontacea
- Tortula ericaefolia
- Tortula eucalyptrata
- Tortula felipponei
- Tortula ferruginea
- Tortula fragillima
- Tortula gracilis
- Tortula grandiretis
- Tortula guepinii
- Tortula israelis
- Tortula kabir-khanii
- Tortula kneuckeri
- Tortula laevinervis
- Tortula lanceola
- Tortula laureri
- Tortula lazarenkoi
- Tortula leiostomoides
- Tortula leptotheca
- Tortula leucochlora
- Tortula leucostoma
- Tortula ligulata
- Tortula lindbergii
- Tortula lingulata
- Tortula litorea
- Tortula madagassa
- Tortula marginata
- Tortula maritima
- Tortula minima
- Tortula minor
- Tortula minutirosula
- Tortula modica
- Tortula mucronifera
- Tortula mucronifolia
- Tortula muralis
- Tortula murina
- Tortula napoana
- Tortula nevadensis
- Tortula obscuriretis
- Tortula obtusifolia
- Tortula omissa
- Tortula pallida
- Tortula parramattana
- Tortula paulsenii
- Tortula perarmata
- Tortula perpusilla
- Tortula planicosta
- Tortula planifolia
- Tortula platyphylla
- Tortula plinthobia
- Tortula podocarpi
- Tortula polycarpa
- Tortula polylepidis
- Tortula porteri
- Tortula protobryoides
- Tortula pseudolatifolia
- Tortula pseudoprinceps
- Tortula pugionata
- Tortula pulvinatula
- Tortula rallieri
- Tortula randii
- Tortula raucopapillosa
- Tortula recurvata
- Tortula revolutifolia
- Tortula revolvens
- Tortula rhodonia
- Tortula sabinae
- Tortula sainsburyana
- Tortula santiagensis
- Tortula santorinensis
- Tortula savatieri
- Tortula sinuata
- Tortula solmsii
- Tortula solomensis
- Tortula sordida
- Tortula splachnoides
- Tortula squarripila
- Tortula sublimbata
- Tortula subrufa
- Tortula subtranscaspica
- Tortula subulata
- Tortula systylia
- Tortula thianschanica
- Tortula thomsonii
- Tortula tonkinensis
- Tortula toutonii
- Tortula trachyphylla
- Tortula transcaspica
- Tortula truncata
- Tortula ucrainica
- Tortula umbrosa
- Tortula vahliana
- Tortula websteri
- Tortula wilczekii
- Tortula willisiana
- Tortula wilsonii
- Tortula viridipila
- Tortula xerophila
- Tortula yuennanensis
- Tortula zoddae